# میتیکا پوپسکو
میتیکا پوپسکو (رومانیایی: Mitică Popescu؛ ‏تلفظ رومانیایی: [miˈtikə poˈpesku]؛ زادهٔ ۲ دسامبر ۱۹۳۶ میلادی) بازیگر اهل رومانی است.
از فیلم‌هایی که وی در آن‌ها نقش داشته‌است، می‌توان به لحظه، خانواده مورومته و بلوط اشاره نمود.